# Joaquín Susvielles
Joaquín Susvielles (n. Santa Rosa, La Pampa, Argentina; 28 de febrero de 1991) es un futbolista argentino que juega de delantero y su actual equipo es Alvarado de la Primera  B Nacional.

## Trayectoria
Formado en el Club Atlético Santa Rosa. A mediados del 2011 tuvo un breve paso por Unión y Fuerza de Magdalena. En su provincia natal, también jugó en Atlético Macachín, All Boys de Santa Rosa y Alvear FBC, donde participó del Torneo Argentino B. En el año 2012 llegó a Villa Mitre de Bahía Blanca, para jugar el torneo de ascenso argentino. Antes de la primera mitad del 2013 volvió a Atlético Santa Rosa, en villa mitre fue el máximo referente en ataque, anotando 29 goles en sus 2 etapas en el club.
Luego de ser goleador y figura en los torneos de ascensos argentinos, en el 2014 desembarcó en Olimpo de Bahía Blanca, para llegar a integrar el equipo de reserva. Debido a buenas actuaciones, incluyendo goles, fue promovido al primer equipo donde logró debutar en la Primera División de Argentina.
Después de no tener continuidad en Olimpo, pasa a préstamo al Guillermo Brown para jugar el Campeonato de Primera B Nacional 2015 por una temporada.
Juega la primera parte del semestre en Ferro Carril Oeste de General Pico. Sin embargo, luego rescinde su contrato para fichar por el Club Atlético Alvarado. Luego de una temporada con 6 goles, a pesar de tener contrato con Olimpo, logra renovar su contrato con Alvarado por toda una temporada.
A mediados del 2018 ficha por Club Almagro, donde fue el referente del equipo, logró anotar 8 goles.
El 21 de junio del 2019 fue oficializado como nuevo refuerzo de Platense. En su primera temporada anotó 6 goles. Al finalizar su primera temporada y al terminar su contrato fue sonado como posible refuerzo de Everton de Viña del Mar, sin embargo esta propuesta no prosperó. Luego de su pase frustrado, renovó con el calamar hasta finales del 2020. Luego de un genial 2020, fue nominado como el jugador sensación del ascenso argentino. En Platense consiguió el ascenso a la Primera División del Fútbol Argentino en enero del 2021. A inicios del 2021 entró en el radar de delanteros que busca Universitario de Deportes para reforzarse para la Copa Libertadores, sin embargo no convenció del todo a la dirigencia y quedó descartado. El 15 de marzo de 2021 firmó contrato con el Delfín Sporting Club de la Serie A de Ecuador.
El 4 de enero de 2022 llega al Club Atlético Belgrano con el objetivo de lograr en ascenso a la Primera División Argentina. Fue el autor del gol agónico contra Brown de Adrogué al minuto 84 que determinó el ascenso y campeonato del club cordobés el dia 25 de septiembre del 2022.
En agosto de 2023, se convirtió en refuerzo de Barracas Central.
En enero de 2024 se convirtió en refuerzo del Club Atlético Atlanta, firmando un contrato hasta diciembre de 2024.

## Clubes
| Club                           | País      | Año       | PJ | Goles |
| ------------------------------ | --------- | --------- | -- | ----- |
| Alvear FBC (Intendente Alvear) | Argentina | 2011-2012 | -  | 18    |
| Villa Mitre (Bahía Blanca)     | Argentina | 2012-2013 | -  | 14    |
| Atlético Santa Rosa            | Argentina | 2013      | -  | -     |
| Villa Mitre (Bahía Blanca)     | Argentina | 2013-2014 | -  | 15    |
| Olimpo (Bahía Blanca)          | Argentina | 2014      | 5  | 0     |
| Guillermo Brown (PM)           | Argentina | 2015      | 28 | 2     |
| Ferro Carril Oeste (GP)        | Argentina | 2016      | 15 | 4     |
| Alvarado                       | Argentina | 2016-2018 | 55 | 12    |
| Almagro                        | Argentina | 2018-2019 | 29 | 8     |
| Platense                       | Argentina | 2019-2021 | 24 | 9     |
| Delfín S. C.                   | Ecuador   | 2021-2022 | 23 | 2     |
| Club Atlético Belgrano         | Argentina | 2022-2023 | 34 | 7     |
| Barracas Central               | Argentina | 2023-act. | 10 | 0     |

## Palmarés
| Título           | Equipo   | País      | Año  |
| ---------------- | -------- | --------- | ---- |
| Primera Nacional | Platense | Argentina | 2020 |
| Primera Nacional | Belgrano | Argentina | 2022 |